# 시간여행자 K
시간여행자 K는 매주 토요일 저녁 8시에 KBS 1TV로 방송된 한국방송공사의 텔레비전 프로그램이다.

## 개요
2015년 대한민국 광복 70주년을 맞아 지난 70년간 겪은 극적인 변화를 통해 현재 우리 사회의 모습과 미래의 변화까지 수다로 풀어본다는 기획 의도로 시작되었으나, 1월 31일 5회차가 방송된 후 당초 2주 결방을 예고했지만 두 달가량 결방을 이어 가다가 결국 끝을 맺었다.

## 출연진
| 구분      | 이름        | 직업군        |
| --------- | ----------- | ------------- |
| MC        | 이동진      | 영화평론가    |
| 고정 패널 | 이상무      | 만화가        |
| 고정 패널 | 김부선      | 배우          |
| 고정 패널 | 이윤석      | 개그맨        |
| 고정 패널 | 김희재      | 시나리오 작가 |
| 고정 패널 | 레이디 제인 | 가수          |
| 고정 패널 | 타일러 라쉬 | 미국인 유학생 |

## 방송 회차
| 회차 | 방송일          | 주제        | 시청률 |
| ---- | --------------- | ----------- | ------ |
| 1회  | 2015년 1월 3일  | 몸          | 미집계 |
| 2회  | 2015년 1월 10일 | 살림살이    | 미집계 |
| 3회  | 2015년 1월 17일 | 청춘 연애사 | 미집계 |
| 4회  | 2015년 1월 24일 | 추억의 놀이 | 미집계 |
| 5회  | 2015년 1월 31일 | 직업 변천사 | 3.5%   |